# Luca Meirelles
Luca Oliveira Meirelles (Goiânia, 15 marzo 2007) è un calciatore brasiliano, attaccante del Santos.

## Carriera

### Club
Cresciuto nel settore giovanile del Santos, il 21 luglio 2023 ha firmato il suo primo contratto professionistico di durata triennale; ha debuttato in prima squadra il 17 novembre 2024 nell'incontro di seconda divisione brasiliana perso 2-0 contro il CRB, partecipando con 2 presenze alla vittoria del torneo; nel 2025 esordisce nella prima divisione brasiliana.

### Nazionale
Ha giocato nella nazionale brasiliana Under-17.

## Statistiche

### Presenze e reti nei club
Statistiche aggiornate al 24 luglio 2025.
| Stagione        | Squadra         | Campionato      | Campionato | Campionato | Coppe nazionali | Coppe nazionali | Coppe nazionali | Coppe continentali | Coppe continentali | Coppe continentali | Altre coppe | Altre coppe | Altre coppe | Totale | Totale | Totale |
| Stagione        | Squadra         | Comp            | Pres       | Reti       | Comp            | Pres            | Reti            | Comp               | Pres               | Reti               | Comp        | Pres        | Reti        | Pres   | Reti   |        |
| --------------- | --------------- | --------------- | ---------- | ---------- | --------------- | --------------- | --------------- | ------------------ | ------------------ | ------------------ | ----------- | ----------- | ----------- | ------ | ------ | ------ |
| 2024            | Santos          | A1/SP+B         | 0+2        | 0          | CB              | 0               | 0               | -                  | -                  | -                  | -           | -           | -           | 2      | 0      |        |
| 2025            | Santos          | A1/SP+A         | 7+5        | 0          | CB              | 1               | 0               | -                  | -                  | -                  | -           | -           | -           | 13     | 0      |        |
| Totale carriera | Totale carriera | Totale carriera | 14         | 0          |                 | 1               | 0               |                    | -                  | -                  |             | -           | -           | 15     | 0      |        |

## Palmarès

### Club

#### Competizioni nazionali
- Campeonato Brasileiro Série B: 1

Santos: 2024